# Adolf Gottlieb von Bülow
Adolf Gottlieb von Bülow (* 24. Juni 1795 auf Lütgenhof, Dassow; † 20. November 1841 in Berlin) war ein deutscher Offizier, Gutsbesitzer und Lauenburgischer Erblandmarschall.

## Leben
Gottlieb von Bülow stammte aus der Linie Wehningen, Zweig Gudow-Kühren-Gorow, des weit verzweigten mecklenburgischen Uradelsgeschlechts von Bülow. Er war der älteste Sohn von Georg Ludwig von Bülow und dessen zweiter Ehefrau Charlotte Freiin von Eyben (1770–1836), einer Tochter des holsteinischen Kanzlers Adolf Gottlieb von Eyben auf Lütgenhof. 
1798 zog er als Dreijähriger das Los, mit dem sein Vater das Gut Gudow mit Segrahn, Göttin und Wendisch Lieps (bei Greven (Mecklenburg), heute Wüstung) erhielt. Mit Gudow verbunden war das Amt des Erblandmarschalls im Herzogtum Sachsen-Lauenburg.
Gottlieb besuchte zeitweilig das Katharineum zu Lübeck. Während der Freiheitskriege trat er 1813 als Freiwilliger in ein Hannoversches Kavallerie-Regiment ein. Als Unteroffizier kämpfte er in den Gefechten des Corps von Ludwig von Wallmoden-Gimborn in Mecklenburg und Hannover. 1814 wurde er zum Leutnant befördert. Bis zur Schlacht bei Waterloo war er  in Belgien stationiert. Während dieser Schlacht zeichnete er sich durch Umsicht und persönliche Tapferkeit aus. Beim Angriff auf Cambrai am 24. Juni 1815 befehligte er ein Detachement Husaren, das die Einnahme des südlichen Tores der Festung ermöglichte. Daraufhin wurde er zum Oberleutnant und Ende 1815 zum Brigade-Adjutant der Hannoverschen Kavallerie ernannt.
Als in Folge des Wiener Kongresses und eines Tauschs zwischen Dänemark und Preußen das Herzogtum Sachsen-Lauenburg 1816 an Dänemark abgetreten wurde, nahm Adolf Gottlieb von Bülow seinen Abschied aus dem Hannoverschen Dienst. Er wurde Dänischer Kammerjunker und Attaché bei der Dänischen Gesandtschaft am Bundestag des Deutschen Bundes in Frankfurt am Main, bald darauf wurde er Zweiter Legationssekretär.

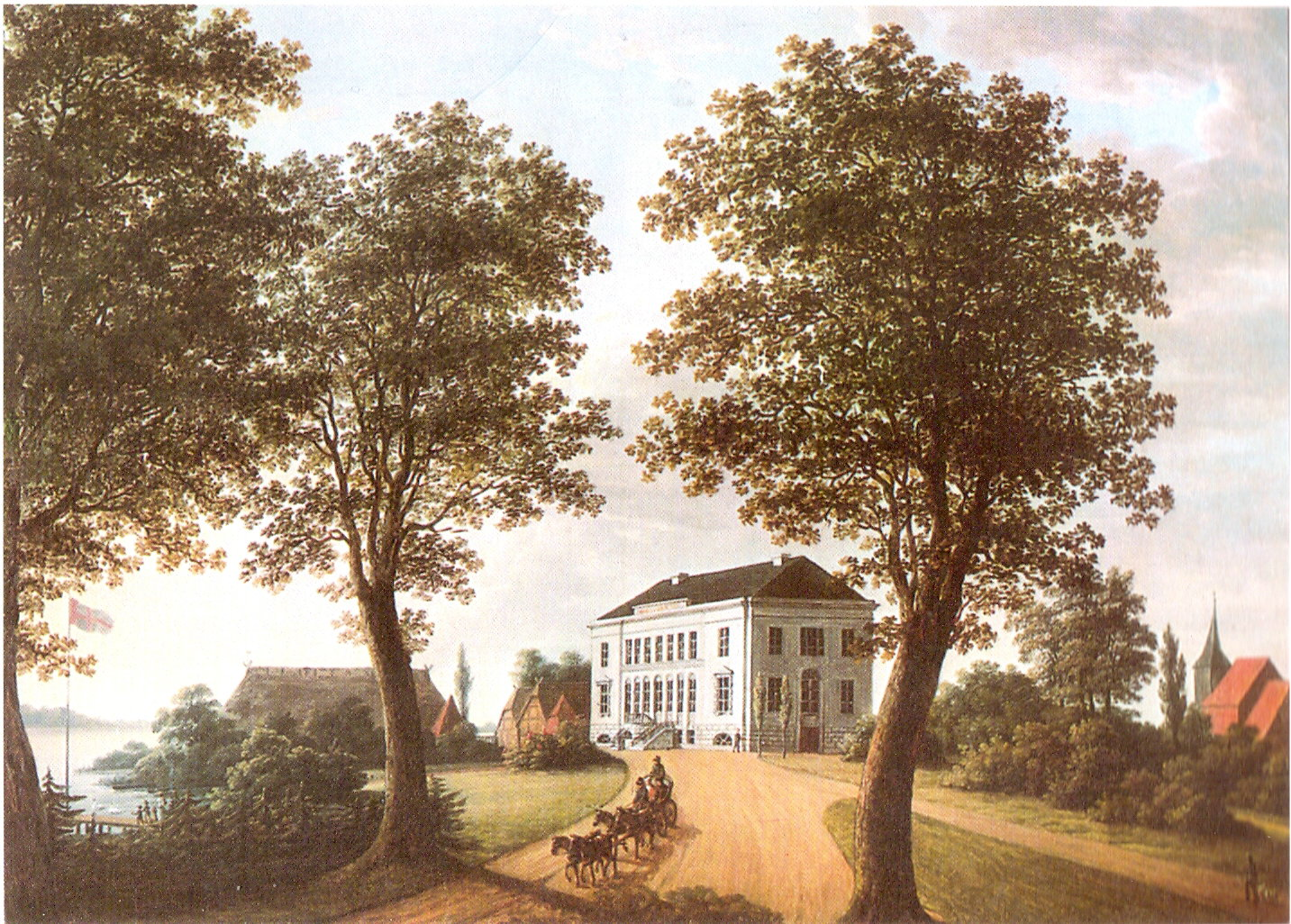
Gutshaus in Gudow um 1830, rechts die St.-Marien-Kirche

1821 übergab ihm sein Vater die Verwaltung seiner Güter. Dafür verließ er den dänischen diplomatischen Dienst. 1822, nach dem Tode seines Vaters, erbte er das Fideicommiss Gudow und so auch das Erbmarschall-Amt in Lauenburg. Damit stand er der Ritter- und Landschaft vor. Daneben war er ritterschaftlicher Beisitzer des Hofgerichts und Konsistoriums in Ratzeburg und später auch ständischer Landrat. Von Bülow setzte sich sehr für Verbesserungen der Land- und Forstwirtschaft auf seinen Gütern ein. In Gudow ließ er 1826 ein neues Herrenhaus nach Plänen von Joseph Christian Lillie errichten.
Gottlieb von Bülow starb in Berlin nach längerem Leiden.

## Familie
Gottlieb von Bülow heiratete 1823 Sophie Dorothea Wilhelmine Amalie, geb. Gräfin von Jagow (* 1795 in Polzig; † 1847). Für die bei seinem Tod noch minderjährigen Söhne, darunter Detlev von Bülow und Friedrich Gottlieb von Bülow, übernahm Friedrich Franz von Bülow in Verbindung mit der Witwe die Vormundschaft und Verwaltung von Gudow. Damit wurde er auch Vize-Landmarschall. Nach seinem Tod 1848 übernahm Detlev von Bülow die Vormundschaft.

## Auszeichnungen
- Waterloo-Medaille (Hannover)
- 1823 Titel Kammerherr (Dänemark)
- Dannebrogorden
  - 1839 Kommandeur[2]
  - 1840 Dannebrogmann[3]
  - 1841 Großkreuz[4]
- Königlich Preußischer St. Johanniter-Orden